# ایمی آکوئینو
ایمی آکوئینو (انگلیسی: Amy Aquino؛ زادهٔ ۲۰ مارس ۱۹۵۷) یک هنرپیشه، و بازیگر سینما اهل ایالات متحده آمریکا است.
از فیلم‌ها یا برنامه‌های تلویزیونی که وی در آن نقش داشته‌است می‌توان به یک جمع خوب، کارآگاه آوازخوان، بدون پسران زندگی معنا ندارد، اولئاندر سفید، بسیار شبیه عشقو  سریال باش  اشاره کرد.